# Volta à Hungria de 2020
A 41.ª edição da Volta à Hungria é uma corrida de ciclismo de estrada por etapas que se celebra entre 29 de agosto e 2 de setembro de 2020 com início na cidade de Esztergom e final na cidade de Gyöngyös na Hungria.O percurso consta de um total de 5 etapas sobre uma distância total de 825,5 km.
A carreira faz parte do circuito UCI Europe Tour de 2020 dentro da categoria 2.1.

## Equipas participantes
Tomaram a partida um total de 20 equipas, dos quais 5 são de categoria UCI WorldTeam, 8 de categoria UCI ProTeam, 7 Continental e a selecção nacional de Hungria, quem conformaram um pelotão de 119 ciclistas. As equipas participantes são:
| Equipes WorldTeam (5)- Israel Start-Up Nation - CCC Team - Mitchelton-Scott - Trek-Segafredo - Jumbo-Visma Equipes ProTeam (8)- Team Novo Nordisk - Vini Zabù-KTM - Androni Giocattoli-Sidermec - Alpecin-Fenix - Uno-X Pro Cycling Team - Bingoal-Wallonie Bruxelles - Sport Vlaanderen-Baloise - Caja Rural-Seguros RGA Equipes Continentais (6)- Kometa-Xstra - Team Novak - Adria Mobil - Giotti Victoria-Palomar - Vorarlberg Santic - Elkov-Kasper Equipe nacional- Hungria |
| |

## Etapas
| Etapa | Data    | Percurso                   | type            | Distância (km) | Vencedor       | Líder geral    |
| ----- | ------- | -------------------------- | --------------- | -------------- | -------------- | -------------- |
| 1     | 29 ago. | Esztergom – Esztergom      | etapa escarpada | 117,5          | Jon Aberasturi | Jon Aberasturi |
| 2     | 30 ago. | Debrecen – Hajdúszoboszló  | etapa plana     | 158,4          | Jakub Mareczko | Jon Aberasturi |
| 3     | 31 ago. | Karcag – Nyíregyháza       | etapa plana     | 181,8          | Jakub Mareczko | Kaden Groves   |
| 4     | 1 set.  | Sárospatak – Kazincbarcika | etapa escarpada | 180            | Jakub Mareczko | Kaden Groves   |
| 5     | 2 set.  | Miskolc – Gyöngyös         | alta montanha   | 187,8          | Attila Valter  | Attila Valter  |

## Desenvolvimento da carreira

### 1.ª etapa
| Esztergom - Esztergom | etapa escarpada | (117,5 km) |

| \| Classificação por etapas \| Classificação por etapas \| Classificação por etapas \| Classificação por etapas \| Classificação por etapas \| \| Ciclista \| Ciclista \| Equipe \| Tempo \| \| \| ------------------------ \| ------------------------ \| -------------------------- \| ------------------------ \| ------------------------ \| \| 1. \| Jon Aberasturi \| Caja Rural-Seguros RGA \| 2h48m04s \| \| \| 2. \| Kaden Groves \| Mitchelton-Scott \| + 0s \| \| \| 3. \| Adam Toupalik \| Elkov-Kasper \| + 0s \| \| \| 4. \| Kamil Gradek \| CCC Team \| + 0s \| \| \| 5. \| David van der Poel \| Alpecin-Fenix \| + 0s \| \| \| 6. \| Itamar Einhorn \| Israel Start-Up Nation \| + 0s \| \| \| 7. \| Diego Pablo Sevilla \| Kometa-Xstra \| + 0s \| \| \| 8. \| Aksel Nõmmela \| Bingoal-Wallonie Bruxelles \| + 0s \| \| \| 9. \| Riccardo Stacchiotti \| Vini Zabù-KTM \| + 0s \| \| \| 10. \| Markus Hoelgaard \| Uno-X Pro Cycling Team \| + 0s \| \| |                      |                            |          |
| |                      |                            |          |
| Fonte: ProCyclingStats |                      |                            |          |
| Classificação por etapas |                      |                            |          |
| Ciclista | Ciclista             | Equipe                     | Tempo    |
| 1. | Jon Aberasturi       | Caja Rural-Seguros RGA     | 2h48m04s |
| 2. | Kaden Groves         | Mitchelton-Scott           | + 0s     |
| 3. | Adam Toupalik        | Elkov-Kasper               | + 0s     |
| 4. | Kamil Gradek         | CCC Team                   | + 0s     |
| 5. | David van der Poel   | Alpecin-Fenix              | + 0s     |
| 6. | Itamar Einhorn       | Israel Start-Up Nation     | + 0s     |
| 7. | Diego Pablo Sevilla  | Kometa-Xstra               | + 0s     |
| 8. | Aksel Nõmmela        | Bingoal-Wallonie Bruxelles | + 0s     |
| 9. | Riccardo Stacchiotti | Vini Zabù-KTM              | + 0s     |
| 10. | Markus Hoelgaard     | Uno-X Pro Cycling Team     | + 0s     |

| \| Classificação geral \| Classificação geral \| Classificação geral \| Classificação geral \| Classificação geral \| \| Ciclista \| Ciclista \| Equipe \| Tempo \| \| \| ------------------- \| -------------------- \| -------------------------- \| ------------------- \| ------------------- \| \| 1. \| Jon Aberasturi \| Caja Rural-Seguros RGA \| 2h47m54s \| \| \| 2. \| Kaden Groves \| Mitchelton-Scott \| + 4s \| \| \| 3. \| Adam Toupalik \| Elkov-Kasper \| + 6s \| \| \| 4. \| David Lozano \| Team Novo Nordisk \| + 9s \| \| \| 5. \| Kamil Gradek \| CCC Team \| + 10s \| \| \| 6. \| David van der Poel \| Alpecin-Fenix \| + 10s \| \| \| 7. \| Itamar Einhorn \| Israel Start-Up Nation \| + 10s \| \| \| 8. \| Diego Pablo Sevilla \| Kometa-Xstra \| + 10s \| \| \| 9. \| Aksel Nõmmela \| Bingoal-Wallonie Bruxelles \| + 10s \| \| \| 10. \| Riccardo Stacchiotti \| Vini Zabù-KTM \| + 10s \| \| |                      |                            |          |
| |                      |                            |          |
| Fonte: ProCyclingStats |                      |                            |          |
| Classificação geral |                      |                            |          |
| Ciclista | Ciclista             | Equipe                     | Tempo    |
| 1. | Jon Aberasturi       | Caja Rural-Seguros RGA     | 2h47m54s |
| 2. | Kaden Groves         | Mitchelton-Scott           | + 4s     |
| 3. | Adam Toupalik        | Elkov-Kasper               | + 6s     |
| 4. | David Lozano         | Team Novo Nordisk          | + 9s     |
| 5. | Kamil Gradek         | CCC Team                   | + 10s    |
| 6. | David van der Poel   | Alpecin-Fenix              | + 10s    |
| 7. | Itamar Einhorn       | Israel Start-Up Nation     | + 10s    |
| 8. | Diego Pablo Sevilla  | Kometa-Xstra               | + 10s    |
| 9. | Aksel Nõmmela        | Bingoal-Wallonie Bruxelles | + 10s    |
| 10. | Riccardo Stacchiotti | Vini Zabù-KTM              | + 10s    |

### 2.ª etapa
| Debrecen - Hajdúszoboszló | etapa plana | (158,4 km) |

| \| Classificação por etapas \| Classificação por etapas \| Classificação por etapas \| Classificação por etapas \| Classificação por etapas \| \| Ciclista \| Ciclista \| Equipe \| Tempo \| \| \| ------------------------ \| ------------------------ \| --------------------------- \| ------------------------ \| ------------------------ \| \| 1. \| Jakub Mareczko \| CCC Team \| 3h38m20s \| \| \| 2. \| Matteo Moschetti \| Trek-Segafredo \| + 0s \| \| \| 3. \| Luca Pacioni \| Androni Giocattoli-Sidermec \| + 0s \| \| \| 4. \| Andrea Guardini \| Giotti Victoria \| + 0s \| \| \| 5. \| Itamar Einhorn \| Israel Start-Up Nation \| + 0s \| \| \| 6. \| Alexander Konychev \| Mitchelton-Scott \| + 0s \| \| \| 7. \| Alois Kaňkovský \| Elkov-Kasper \| + 0s \| \| \| 8. \| Emīls Liepiņš \| Trek-Segafredo \| + 0s \| \| \| 9. \| Rudy Barbier \| Israel Start-Up Nation \| + 0s \| \| \| 10. \| Erlend Blikra \| Uno-X Pro Cycling Team \| + 0s \| \| |                    |                             |          |
| |                    |                             |          |
| Fonte: ProCyclingStats |                    |                             |          |
| Classificação por etapas |                    |                             |          |
| Ciclista | Ciclista           | Equipe                      | Tempo    |
| 1. | Jakub Mareczko     | CCC Team                    | 3h38m20s |
| 2. | Matteo Moschetti   | Trek-Segafredo              | + 0s     |
| 3. | Luca Pacioni       | Androni Giocattoli-Sidermec | + 0s     |
| 4. | Andrea Guardini    | Giotti Victoria             | + 0s     |
| 5. | Itamar Einhorn     | Israel Start-Up Nation      | + 0s     |
| 6. | Alexander Konychev | Mitchelton-Scott            | + 0s     |
| 7. | Alois Kaňkovský    | Elkov-Kasper                | + 0s     |
| 8. | Emīls Liepiņš      | Trek-Segafredo              | + 0s     |
| 9. | Rudy Barbier       | Israel Start-Up Nation      | + 0s     |
| 10. | Erlend Blikra      | Uno-X Pro Cycling Team      | + 0s     |

| \| Classificação geral \| Classificação geral \| Classificação geral \| Classificação geral \| Classificação geral \| \| Ciclista \| Ciclista \| Equipe \| Tempo \| \| \| ------------------- \| ------------------- \| ------------------------ \| ------------------- \| ------------------- \| \| 1. \| Jon Aberasturi \| Caja Rural-Seguros RGA \| 6h26m14s \| \| \| 2. \| Kaden Groves \| Mitchelton-Scott \| + 4s \| \| \| 3. \| Andras Szatmary \| Hungria \| + 5s \| \| \| 4. \| Gilles De Wilde \| Sport Vlaanderen-Baloise \| + 5s \| \| \| 5. \| Adam Toupalik \| Elkov-Kasper \| + 6s \| \| \| 6. \| David Lozano \| Team Novo Nordisk \| + 9s \| \| \| 7. \| Arturo Grávalos \| Kometa-Xstra \| + 9s \| \| \| 8. \| Žiga Horvat \| Adria Mobil \| + 9s \| \| \| 9. \| Itamar Einhorn \| Israel Start-Up Nation \| + 10s \| \| \| 10. \| David van der Poel \| Alpecin-Fenix \| + 10s \| \| |                    |                          |          |
| |                    |                          |          |
| Fonte: ProCyclingStats |                    |                          |          |
| Classificação geral |                    |                          |          |
| Ciclista | Ciclista           | Equipe                   | Tempo    |
| 1. | Jon Aberasturi     | Caja Rural-Seguros RGA   | 6h26m14s |
| 2. | Kaden Groves       | Mitchelton-Scott         | + 4s     |
| 3. | Andras Szatmary    | Hungria                  | + 5s     |
| 4. | Gilles De Wilde    | Sport Vlaanderen-Baloise | + 5s     |
| 5. | Adam Toupalik      | Elkov-Kasper             | + 6s     |
| 6. | David Lozano       | Team Novo Nordisk        | + 9s     |
| 7. | Arturo Grávalos    | Kometa-Xstra             | + 9s     |
| 8. | Žiga Horvat        | Adria Mobil              | + 9s     |
| 9. | Itamar Einhorn     | Israel Start-Up Nation   | + 10s    |
| 10. | David van der Poel | Alpecin-Fenix            | + 10s    |

### 3.ª etapa
| Karcag - Nyíregyháza | etapa plana | (181,8 km) |

| \| Classificação por etapas \| Classificação por etapas \| Classificação por etapas \| Classificação por etapas \| Classificação por etapas \| \| Ciclista \| Ciclista \| Equipe \| Tempo \| \| \| ------------------------ \| ------------------------ \| --------------------------- \| ------------------------ \| ------------------------ \| \| 1. \| Jakub Mareczko \| CCC Team \| 3h48m33s \| \| \| 2. \| Kaden Groves \| Mitchelton-Scott \| + 0s \| \| \| 3. \| Erlend Blikra \| Uno-X Pro Cycling Team \| + 0s \| \| \| 4. \| Matteo Moschetti \| Trek-Segafredo \| + 0s \| \| \| 5. \| David van der Poel \| Alpecin-Fenix \| + 0s \| \| \| 6. \| Itamar Einhorn \| Israel Start-Up Nation \| + 0s \| \| \| 7. \| Andrea Guardini \| Giotti Victoria \| + 0s \| \| \| 8. \| Rudy Barbier \| Israel Start-Up Nation \| + 0s \| \| \| 9. \| Luca Pacioni \| Androni Giocattoli-Sidermec \| + 0s \| \| \| 10. \| Emīls Liepiņš \| Trek-Segafredo \| + 0s \| \| |                    |                             |          |
| |                    |                             |          |
| Fonte: ProCyclingStats |                    |                             |          |
| Classificação por etapas |                    |                             |          |
| Ciclista | Ciclista           | Equipe                      | Tempo    |
| 1. | Jakub Mareczko     | CCC Team                    | 3h48m33s |
| 2. | Kaden Groves       | Mitchelton-Scott            | + 0s     |
| 3. | Erlend Blikra      | Uno-X Pro Cycling Team      | + 0s     |
| 4. | Matteo Moschetti   | Trek-Segafredo              | + 0s     |
| 5. | David van der Poel | Alpecin-Fenix               | + 0s     |
| 6. | Itamar Einhorn     | Israel Start-Up Nation      | + 0s     |
| 7. | Andrea Guardini    | Giotti Victoria             | + 0s     |
| 8. | Rudy Barbier       | Israel Start-Up Nation      | + 0s     |
| 9. | Luca Pacioni       | Androni Giocattoli-Sidermec | + 0s     |
| 10. | Emīls Liepiņš      | Trek-Segafredo              | + 0s     |

| \| Classificação geral \| Classificação geral \| Classificação geral \| Classificação geral \| Classificação geral \| \| Ciclista \| Ciclista \| Equipe \| Tempo \| \| \| ------------------- \| ------------------- \| ------------------------ \| ------------------- \| ------------------- \| \| 1. \| Kaden Groves \| Mitchelton-Scott \| 10h14m45s \| \| \| 2. \| Jon Aberasturi \| Caja Rural-Seguros RGA \| + 2s \| \| \| 3. \| Lennard Hofstede \| Jumbo-Visma \| + 3s \| \| \| 4. \| Emiel Planckaert \| Sport Vlaanderen-Baloise \| + 6s \| \| \| 5. \| Gilles De Wilde \| Sport Vlaanderen-Baloise \| + 7s \| \| \| 6. \| Andras Szatmary \| Hungria \| + 7s \| \| \| 7. \| Adam Toupalik \| Elkov-Kasper \| + 8s \| \| \| 8. \| Kristian Kulset \| Uno-X Pro Cycling Team \| + 9s \| \| \| 9. \| David Lozano \| Team Novo Nordisk \| + 11s \| \| \| 10. \| Arturo Grávalos \| Kometa-Xstra \| + 11s \| \| |                  |                          |           |
| |                  |                          |           |
| Fonte: ProCyclingStats |                  |                          |           |
| Classificação geral |                  |                          |           |
| Ciclista | Ciclista         | Equipe                   | Tempo     |
| 1. | Kaden Groves     | Mitchelton-Scott         | 10h14m45s |
| 2. | Jon Aberasturi   | Caja Rural-Seguros RGA   | + 2s      |
| 3. | Lennard Hofstede | Jumbo-Visma              | + 3s      |
| 4. | Emiel Planckaert | Sport Vlaanderen-Baloise | + 6s      |
| 5. | Gilles De Wilde  | Sport Vlaanderen-Baloise | + 7s      |
| 6. | Andras Szatmary  | Hungria                  | + 7s      |
| 7. | Adam Toupalik    | Elkov-Kasper             | + 8s      |
| 8. | Kristian Kulset  | Uno-X Pro Cycling Team   | + 9s      |
| 9. | David Lozano     | Team Novo Nordisk        | + 11s     |
| 10. | Arturo Grávalos  | Kometa-Xstra             | + 11s     |

### 4.ª etapa
| Sárospatak - Kazincbarcika | etapa escarpada | (180 km) |

| \| Classificação por etapas \| Classificação por etapas \| Classificação por etapas \| Classificação por etapas \| Classificação por etapas \| \| Ciclista \| Ciclista \| Equipe \| Tempo \| \| \| ------------------------ \| ------------------------ \| --------------------------- \| ------------------------ \| ------------------------ \| \| 1. \| Jakub Mareczko \| CCC Team \| 3h55m53s \| \| \| 2. \| Emīls Liepiņš \| Trek-Segafredo \| + 0s \| \| \| 3. \| David van der Poel \| Alpecin-Fenix \| + 0s \| \| \| 4. \| Sasha Weemaes \| Sport Vlaanderen-Baloise \| + 0s \| \| \| 5. \| Andrea Guardini \| Giotti Victoria \| + 0s \| \| \| 6. \| Jon Aberasturi \| Caja Rural-Seguros RGA \| + 0s \| \| \| 7. \| Luca Pacioni \| Androni Giocattoli-Sidermec \| + 0s \| \| \| 8. \| Julien Mortier \| Bingoal-Wallonie Bruxelles \| + 0s \| \| \| 9. \| Alexander Konychev \| Mitchelton-Scott \| + 0s \| \| \| 10. \| Ádám Kristóf Karl \| Hungria \| + 0s \| \| |                    |                             |          |
| |                    |                             |          |
| Fonte: ProCyclingStats |                    |                             |          |
| Classificação por etapas |                    |                             |          |
| Ciclista | Ciclista           | Equipe                      | Tempo    |
| 1. | Jakub Mareczko     | CCC Team                    | 3h55m53s |
| 2. | Emīls Liepiņš      | Trek-Segafredo              | + 0s     |
| 3. | David van der Poel | Alpecin-Fenix               | + 0s     |
| 4. | Sasha Weemaes      | Sport Vlaanderen-Baloise    | + 0s     |
| 5. | Andrea Guardini    | Giotti Victoria             | + 0s     |
| 6. | Jon Aberasturi     | Caja Rural-Seguros RGA      | + 0s     |
| 7. | Luca Pacioni       | Androni Giocattoli-Sidermec | + 0s     |
| 8. | Julien Mortier     | Bingoal-Wallonie Bruxelles  | + 0s     |
| 9. | Alexander Konychev | Mitchelton-Scott            | + 0s     |
| 10. | Ádám Kristóf Karl  | Hungria                     | + 0s     |

| \| Classificação geral \| Classificação geral \| Classificação geral \| Classificação geral \| Classificação geral \| \| Ciclista \| Ciclista \| Equipe \| Tempo \| \| \| ------------------- \| ------------------- \| ------------------------ \| ------------------- \| ------------------- \| \| 1. \| Kaden Groves \| Mitchelton-Scott \| 14h10m38s \| \| \| 2. \| Jon Aberasturi \| Caja Rural-Seguros RGA \| + 2s \| \| \| 3. \| Lennard Hofstede \| Jumbo-Visma \| + 3s \| \| \| 4. \| Emiel Planckaert \| Sport Vlaanderen-Baloise \| + 6s \| \| \| 5. \| David van der Poel \| Alpecin-Fenix \| + 7s \| \| \| 6. \| Andras Szatmary \| Hungria \| + 7s \| \| \| 7. \| Gilles De Wilde \| Sport Vlaanderen-Baloise \| + 7s \| \| \| 8. \| Diego Pablo Sevilla \| Kometa-Xstra \| + 7s \| \| \| 9. \| Adam Toupalik \| Elkov-Kasper \| + 8s \| \| \| 10. \| Itamar Einhorn \| Israel Start-Up Nation \| + 9s \| \| |                     |                          |           |
| |                     |                          |           |
| Fonte: ProCyclingStats |                     |                          |           |
| Classificação geral |                     |                          |           |
| Ciclista | Ciclista            | Equipe                   | Tempo     |
| 1. | Kaden Groves        | Mitchelton-Scott         | 14h10m38s |
| 2. | Jon Aberasturi      | Caja Rural-Seguros RGA   | + 2s      |
| 3. | Lennard Hofstede    | Jumbo-Visma              | + 3s      |
| 4. | Emiel Planckaert    | Sport Vlaanderen-Baloise | + 6s      |
| 5. | David van der Poel  | Alpecin-Fenix            | + 7s      |
| 6. | Andras Szatmary     | Hungria                  | + 7s      |
| 7. | Gilles De Wilde     | Sport Vlaanderen-Baloise | + 7s      |
| 8. | Diego Pablo Sevilla | Kometa-Xstra             | + 7s      |
| 9. | Adam Toupalik       | Elkov-Kasper             | + 8s      |
| 10. | Itamar Einhorn      | Israel Start-Up Nation   | + 9s      |

### 5.ª etapa
| Miskolc - Gyöngyös | alta montanha | (187,8 km) |

| \| Classificação por etapas \| Classificação por etapas \| Classificação por etapas \| Classificação por etapas \| Classificação por etapas \| \| Ciclista \| Ciclista \| Equipe \| Tempo \| \| \| ------------------------ \| ------------------------ \| -------------------------- \| ------------------------ \| ------------------------ \| \| 1. \| Attila Valter \| CCC Team \| 4h35m15s \| \| \| 2. \| Quinn Simmons \| Trek-Segafredo \| + 10s \| \| \| 3. \| Damien Howson \| Mitchelton-Scott \| + 12s \| \| \| 4. \| Matteo Badilatti \| Israel Start-Up Nation \| + 15s \| \| \| 5. \| Tobias Foss \| Jumbo-Visma \| + 17s \| \| \| 6. \| Janez Brajkovič \| Adria Mobil \| + 17s \| \| \| 7. \| Laurens Huys \| Bingoal-Wallonie Bruxelles \| + 20s \| \| \| 8. \| Alexis Guérin \| Team Vorarlberg-Santic \| + 20s \| \| \| 9. \| Cristián Rodríguez \| Caja Rural-Seguros RGA \| + 27s \| \| \| 10. \| James Piccoli \| Israel Start-Up Nation \| + 37s \| \| |                    |                            |          |
| |                    |                            |          |
| Fonte: ProCyclingStats |                    |                            |          |
| Classificação por etapas |                    |                            |          |
| Ciclista | Ciclista           | Equipe                     | Tempo    |
| 1. | Attila Valter      | CCC Team                   | 4h35m15s |
| 2. | Quinn Simmons      | Trek-Segafredo             | + 10s    |
| 3. | Damien Howson      | Mitchelton-Scott           | + 12s    |
| 4. | Matteo Badilatti   | Israel Start-Up Nation     | + 15s    |
| 5. | Tobias Foss        | Jumbo-Visma                | + 17s    |
| 6. | Janez Brajkovič    | Adria Mobil                | + 17s    |
| 7. | Laurens Huys       | Bingoal-Wallonie Bruxelles | + 20s    |
| 8. | Alexis Guérin      | Team Vorarlberg-Santic     | + 20s    |
| 9. | Cristián Rodríguez | Caja Rural-Seguros RGA     | + 27s    |
| 10. | James Piccoli      | Israel Start-Up Nation     | + 37s    |

## Classificações finais
As classificações finalizaram da seguinte forma:

### Classificação geral
| \| Classificação geral \| Classificação geral \| Classificação geral \| Classificação geral \| Classificação geral \| \| Ciclista \| Ciclista \| Equipe \| Tempo \| \| \| ------------------- \| ------------------- \| -------------------------- \| ------------------- \| ------------------- \| \| 1. \| Attila Valter \| CCC Team \| 18h45m55s \| \| \| 2. \| Quinn Simmons \| Trek-Segafredo \| + 12s \| \| \| 3. \| Damien Howson \| Mitchelton-Scott \| + 16s \| \| \| 4. \| Matteo Badilatti \| Israel Start-Up Nation \| + 25s \| \| \| 5. \| Tobias Foss \| Jumbo-Visma \| + 26s \| \| \| 6. \| Janez Brajkovič \| Adria Mobil \| + 27s \| \| \| 7. \| Alexis Guérin \| Team Vorarlberg-Santic \| + 30s \| \| \| 8. \| Laurens Huys \| Bingoal-Wallonie Bruxelles \| + 30s \| \| \| 9. \| Cristián Rodríguez \| Caja Rural-Seguros RGA \| + 37s \| \| \| 10. \| James Piccoli \| Israel Start-Up Nation \| + 47s \| \| |                    |                            |           |
| |                    |                            |           |
| Fonte: ProCyclingStats |                    |                            |           |
| Classificação geral |                    |                            |           |
| Ciclista | Ciclista           | Equipe                     | Tempo     |
| 1. | Attila Valter      | CCC Team                   | 18h45m55s |
| 2. | Quinn Simmons      | Trek-Segafredo             | + 12s     |
| 3. | Damien Howson      | Mitchelton-Scott           | + 16s     |
| 4. | Matteo Badilatti   | Israel Start-Up Nation     | + 25s     |
| 5. | Tobias Foss        | Jumbo-Visma                | + 26s     |
| 6. | Janez Brajkovič    | Adria Mobil                | + 27s     |
| 7. | Alexis Guérin      | Team Vorarlberg-Santic     | + 30s     |
| 8. | Laurens Huys       | Bingoal-Wallonie Bruxelles | + 30s     |
| 9. | Cristián Rodríguez | Caja Rural-Seguros RGA     | + 37s     |
| 10. | James Piccoli      | Israel Start-Up Nation     | + 47s     |

### Classificação por pontos
| Classificação por pontos | Classificação por pontos | Classificação por pontos    | Classificação por pontos | Classificação por pontos |
| Ciclista                 | Ciclista                 | Equipe                      | Pontos                   |                          |
| ------------------------ | ------------------------ | --------------------------- | ------------------------ | ------------------------ |
| 1.                       | Jakub Mareczko           | CCC Team                    | 90 pts                   |                          |
| 2.                       | David van der Poel       | Alpecin-Fenix               | 73 pts                   |                          |
| 3.                       | Itamar Einhorn           | Israel Start-Up Nation      | 59 pts                   |                          |
| 4.                       | Andrea Guardini          | Giotti Victoria             | 58 pts                   |                          |
| 5.                       | Kaden Groves             | Mitchelton-Scott            | 53 pts                   |                          |
| 6.                       | Luca Pacioni             | Androni Giocattoli-Sidermec | 52 pts                   |                          |
| 7.                       | Emīls Liepiņš            | Trek-Segafredo              | 50 pts                   |                          |
| 8.                       | Sasha Weemaes            | Sport Vlaanderen-Baloise    | 36 pts                   |                          |
| 9.                       | Erlend Blikra            | Uno-X Pro Cycling Team      | 34 pts                   |                          |
| 10.                      | Adam Toupalik            | Elkov-Kasper                | 32 pts                   |                          |

### Classificação da montanha
| Classificação da montanha | Classificação da montanha | Classificação da montanha  | Classificação da montanha | Classificação da montanha |
| Ciclista                  | Ciclista                  | Equipe                     | Pontos                    |                           |
| ------------------------- | ------------------------- | -------------------------- | ------------------------- | ------------------------- |
| 1.                        | Attila Valter             | CCC Team                   | 21 pts                    |                           |
| 2.                        | David Lozano              | Team Novo Nordisk          | 21 pts                    |                           |
| 3.                        | Roland Thalmann           | Team Vorarlberg-Santic     | 18 pts                    |                           |
| 4.                        | Koen Bouwman              | Jumbo-Visma                | 15 pts                    |                           |
| 5.                        | Quinn Simmons             | Trek-Segafredo             | 13 pts                    |                           |
| 6.                        | Damien Howson             | Mitchelton-Scott           | 11 pts                    |                           |
| 7.                        | Laurens Huys              | Bingoal-Wallonie Bruxelles | 10 pts                    |                           |
| 8.                        | Lukas Meiler              | Team Vorarlberg-Santic     | 8 pts                     |                           |
| 9.                        | Veljko Stojnić            | Vini Zabù-KTM              | 6 pts                     |                           |
| 10.                       | Matteo Badilatti          | Israel Start-Up Nation     | 6 pts                     |                           |

### Classificação dos jovens
| Classificação dos jovens | Classificação dos jovens | Classificação dos jovens | Classificação dos jovens | Classificação dos jovens |
| Ciclista                 | Ciclista                 | Equipe                   | Tempo                    |                          |
| ------------------------ | ------------------------ | ------------------------ | ------------------------ | ------------------------ |

### Classificação por equipas
| Classificação por equipes | Classificação por equipes | Classificação por equipes | Classificação por equipes |
| Equipe                    | Equipe                    | Tempo                     |                           |
| ------------------------- | ------------------------- | ------------------------- | ------------------------- |
| 1.                        | Jumbo-Visma               | 56h20m24s                 |                           |
| 2.                        | Israel Start-Up Nation    | + 45s                     |                           |
| 3.                        | Mitchelton-Scott          | + 1m46s                   |                           |
| 4.                        | Elkov-Kasper              | + 2m46s                   |                           |
| 5.                        | Kometa-Xstra              | + 2m51s                   |                           |
| 6.                        | Uno-X Pro Cycling Team    | + 4m28s                   |                           |
| 7.                        | Adria Mobil               | + 5m07s                   |                           |
| 8.                        | Vini Zabù-KTM             | + 6m42s                   |                           |
| 9.                        | Vorarlberg Santic         | + 7m27s                   |                           |
| 10.                       | CCC Team                  | + 7m46s                   |                           |

## Evolução das classificações
| Etapa                 | Vencedor       | Classificação geral | Classificação por pontos | Classificação da montanha | Classificação do melhor húngaro | Classificação por equipas |
| --------------------- | -------------- | ------------------- | ------------------------ | ------------------------- | ------------------------------- | ------------------------- |
| 1.ª                   | Jon Aberasturi | Jon Aberasturi      | Jon Aberasturi           | David Lozano              | Márton Dina                     | Jumbo-Visma               |
| 2.ª                   | Jakub Mareczko | Jon Aberasturi      | Itamar Einhorn           | David Lozano              | András Szatmáry                 | CCC                       |
| 3.ª                   | Jakub Mareczko | Kaden Groves        | Jakub Mareczko           | David Lozano              | András Szatmáry                 | CCC                       |
| 4.ª                   |                |                     |                          |                           |                                 |                           |
| 5.ª                   |                |                     |                          |                           |                                 |                           |
| Classificações finais |                |                     |                          |                           |                                 |                           |

## UCI World Ranking
A Volta à Hungria outorgará pontos para o UCI World Ranking para corredores das equipas nas categorias UCI WorldTeam, UCI ProTeam e Continental. As seguintes tabelas são o barómetro de pontuação e os 10 corredores que obtiveram mais pontos:
| Posição             | 1.º | 2.º | 3.º | 4.º | 5.º | 6.º | 7.º | 8.º | 9.º | 10.º | 11.º | 12.º | 13.º-15.º | 16.º-25.º |
| Classificação geral | 125 | 85  | 70  | 60  | 50  | 40  | 35  | 30  | 25  | 20   | 15   | 10   | 5         | 3         |
| Por etapa           | 14  | 5   | 3   |     |     |     |     |     |     |      |      |      |           |           |
| Líder               | 3   |     |     |     |     |     |     |     |     |      |      |      |           |           |

| Classificação |          |        |       |       |       |       |
| Posição       | Ciclista | Equipa | Geral | Etapa | Líder | Total |
| ------------- | -------- | ------ | ----- | ----- | ----- | ----- |
| 1.º           |          |        | 125   |       |       |       |
| 2.º           |          |        | 85    |       |       |       |
| 3.º           |          |        | 70    |       |       |       |
| 4.º           |          |        | 60    |       |       |       |
| 5.º           |          |        | 50    |       |       |       |
| 6.º           |          |        | 40    |       |       |       |
| 7.º           |          |        | 35    |       |       |       |
| 8.º           |          |        | 30    |       |       |       |
| 9.º           |          |        | 25    |       |       |       |
| 10.º          |          |        | 20    |       |       |       |